# Edward Wadsworth

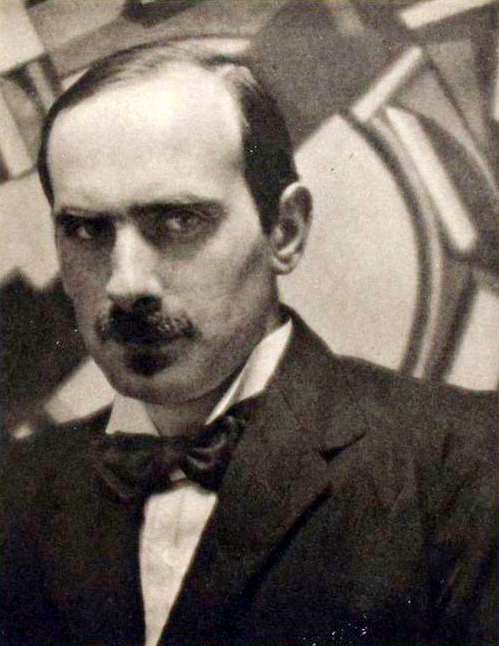
Fotografía de 1916.

Edward Alexander Wadsworth (Cleckheaton, West Yorkshire, 29 de octubre de 1889 – 21 de junio de 1949) fue un pintor inglés, relacionado con el vorticismo.

## Formación y evolución artística
Se educó en el Fettes College de Edinburgh. Estudió ingeniería en Múnich entre 1906 y 1907, donde en su tiempo libre estudió arte en la escuela Knirr. Ese contacto con el mundo del arte le hicieron cambiar de carrera, y de vuelta en el Reino Unido asistió a la Bradford School of Art y posteriormente a la Slade School of Art de Londres. En esa escuela conoció a Stanley Spencer, Christopher Nevinson, Mark Gertler, Dora Carrington y David Bomberg.
Obras suyas se incluyeron en la segunda exhibición postimpresionista de Roger Fry en la Galería Grafton (1912). Poco tiempo después abandonó ese estilo, a raíz de su amistad con Wyndham Lewis, y exhibió algunas pinturas influenciadas por el futurismo en las exposiciones futuristas de la galería Doré. Fue miembro del comité que organizó una cena en honor de Filippo Tommaso Marinetti en 1913. A pesar de ello, se fue distanciando de la arrogancia italiana del movimiento. En junio de 1914 formó parte, junto a Lewis, del grupo de artistas que sabotearon la representación pública de Zang Tumb Tumb (poema sonoro sobre la batalla de Adiranópolis). El mes siguiente firmó con otros artistas el manifiesto vorticista publicado en BLAST, y suministró a la misma revista un ejemplar de De lo espiritual en el arte de Wassily Kandinsky para su reproducción.

## Primera Guerra Mundial
33 días después de la publicación de la revista, se declaró la guerra entre Alemania y el Reino Unido. Los vorticistas consiguieron cierta continuidad hasta junio de 1915, cuando se celebró una exposición en la galería Doré y, coincidiendo con ella, se publicó una segunda edición de BLAST. Wadsworth contribuyó en ambas. Al poco tiempo, se alistó en la marina. Dos de sus compañeros vorticistas: Henri Gaudier-Brzeska y T. E. Hulme, murieron en el frente; Bomberg y Lewis encontraron que su confianza en la pureza de la máquina había quedado seriamente cuestionada con la realidad de las trincheras. Wadsworth pasó la guerra en la Royal Naval Volunteer Reserve ("Reserva Real Naval Voluntaria") en la isla de Mudros, hasta que fue declarado inválido en 1917, diseñando un tipo específico de camuflaje (dazzle camouflage) para los barcos del bando aliado. Estos barcos camuflados (dazzle ships) no eran poco visibles, sino que confundían a los submarinos sobre su velocidad y dirección. Los diseños eran una obvia aplicación de formas cubistas y vorticistas. Su interés por la náutica fue una constante en la pintura de Wadsworth durante el resto de su carrera.

## Obra posterior

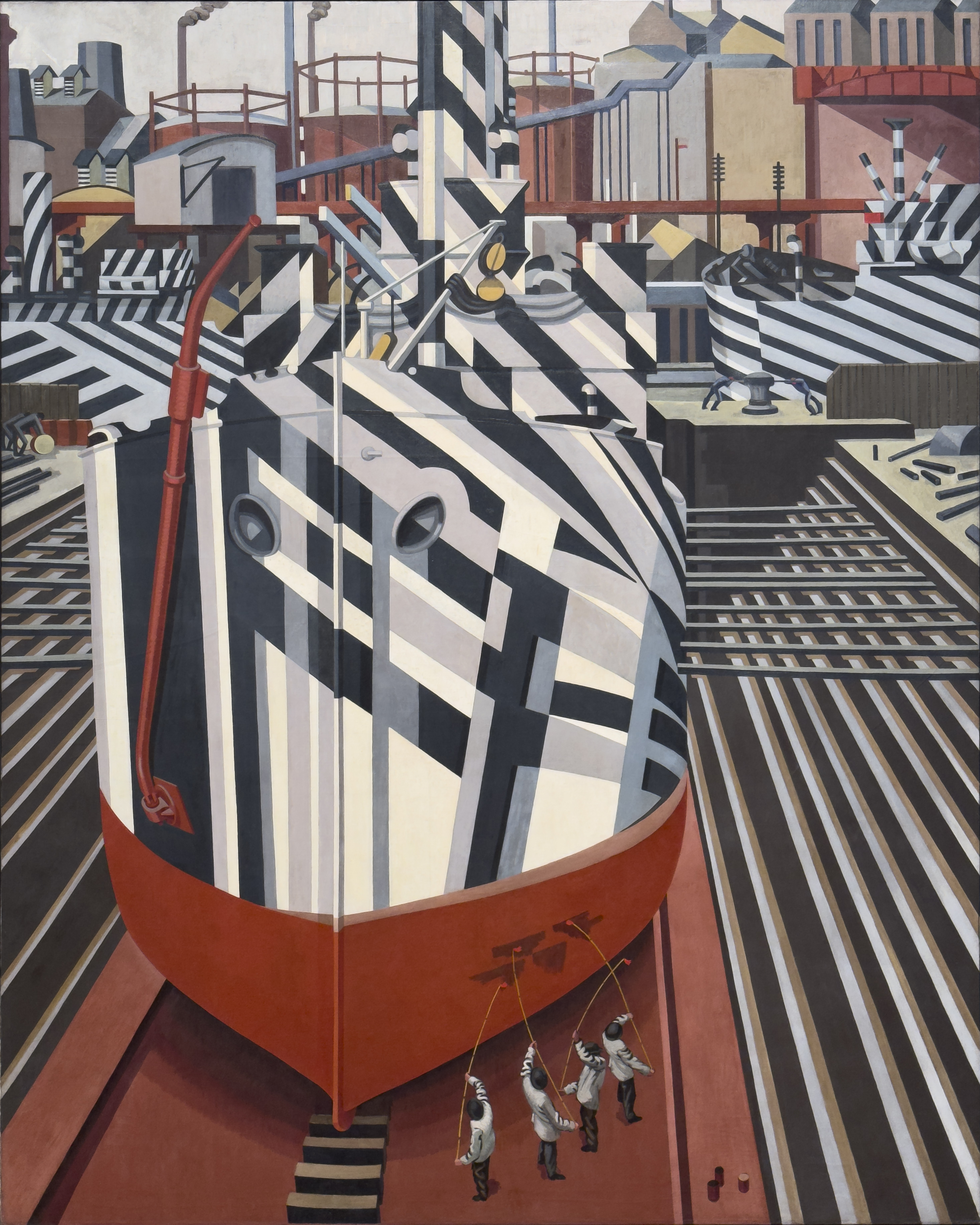
Dazzle-ships in Drydock at Liverpool, 1919.

Su principal obra: Dazzle Ship In Dry Dock, de 1919, le situó como un referente del vanguardismo; pero lo cierto es que a partir de entonces adoptó un estilo más realista. En los últimos años de su vida, sus obras se fueron haciendo cada vez más extrañas, con cierto toque surrealista, aunque en ningún momento tuvo contacto con ese movimiento. 

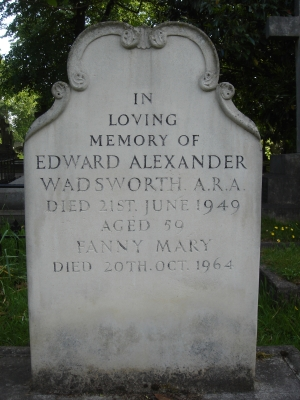
Gravestone, Brompton Cemetery, London

Wadsworth fue enterrado en el Brompton Cemetery.

## Retrospectiva
El Nasher Museum of Art de la Duke University montó una exposición sobre los vorticistas (The Vorticists: Rebel Artists in London and New York, 1914-18 del 30 de septiembre de 2010 al 2 de enero de 2011) que recogía gran parte de su obra.

## Cultura popular
El diseñador gráfico Peter Saville fue fuertemente impresionado por la obra de Wadsworth, y sugirió a Andy McCluskey, de Orchestral Manoeuvres in the Dark que utilizara la imagen y el título de su más famosa obra para el álbum Dazzle Ships.